# Panchlora azteca
Panchlora azteca es una especie de cucaracha del género Panchlora, familia Blaberidae. Fue descrita científicamente por Saussure en 1862.

## Distribución
Habita en México.